# المبتكرون (كتاب)
المبتكرون: كيف ابتكرت مجموعة من المخترقين والعباقرة والمهووسين الثورة الرقمية نظرة عامة على تاريخ علوم الكمبيوتر والثورة الرقمية هو كتاب كتبه والتر إيزاكسون، ونشرته في عام 2014 شركة سيمون وشوستر.
يلخص الكتاب مساهمات العديد من المبدعين الذين حققوا اختراقات محورية في تكنولوجيا الكمبيوتر وتطبيقاته - من أول مبرمج للكمبيوتر في العالم، وأدا لوفليس، وألان تورينج في مجال الذكاء الاصطناعي، من خلال عصر المعلومات في الوقت الحاضر. على الرغم من أن كتابه يركز على الأفراد، إلا أن إيزاكسون يذكر القراء بأن الابتكارات غالبًا ما تكون نتاج تعاون جماعي.
من بين المبتكرين الذين ناقشهم هذا الكتاب تشارلز باباج، آدا لوفليس، فانيفار بوش، كونراد زوس، آلان تورينج، غريس هوبر، جون ماوشلي، جون فون نيومان، جي سي آر ليكلايدر، دوغ إنجيلبارت، روبرت نويس من إنتل، بيل غيتس وبول ألين من مايكروسوفت، ستيف وزنياك وستيف جوبز من أبل وتيم بيرنرز لي ولاري بيج من جوجل وجيمي ويلز من ويكيبيديا ولي فيلسنشتاين من أوسبورن.

## تصحيحات
في ديسمبر 2015، نشرت سيمون وشوستر نسخة إلكترونية منقحة من كتاب المبتكرين، والتي صححت أخطاء وإغفالات كبيرة في الفصل 9 من النسخة الأصلية، والذي يغطي البرامج. قام إيزاكسون - الذي قام خلال بحثه في الكتاب بإجراء مقابلات مع بيل غيتس ولكن ليس بول آلن - بتخصيص جميع القروض تقريبًا للابتكارات والنجاحات المبكرة التي حققتها الشركة إلى غيتس، في حين أنها كانت في الواقع نتاجًا لجهود تعاونية كبيرة من قبل العديد من الأشخاص، بما في ذلك آلن. في الإصدار المنقح، من بين تعديلات أخرى، يشتمل إيزاكسون على مواد أرشيفية من عام 1981 حيث ينسب غيتس إلى آلن لكونه «رجل الأفكار» المسؤول عن البحث والتطوير في مايكروسوفت، بينما كان، غيتس، «الرجل الأول الذي يدير الأعمال».